# Periscepsia fressa
Periscepsia fressa là một loài ruồi trong họ Tachinidae.